# Силени (міфологія)

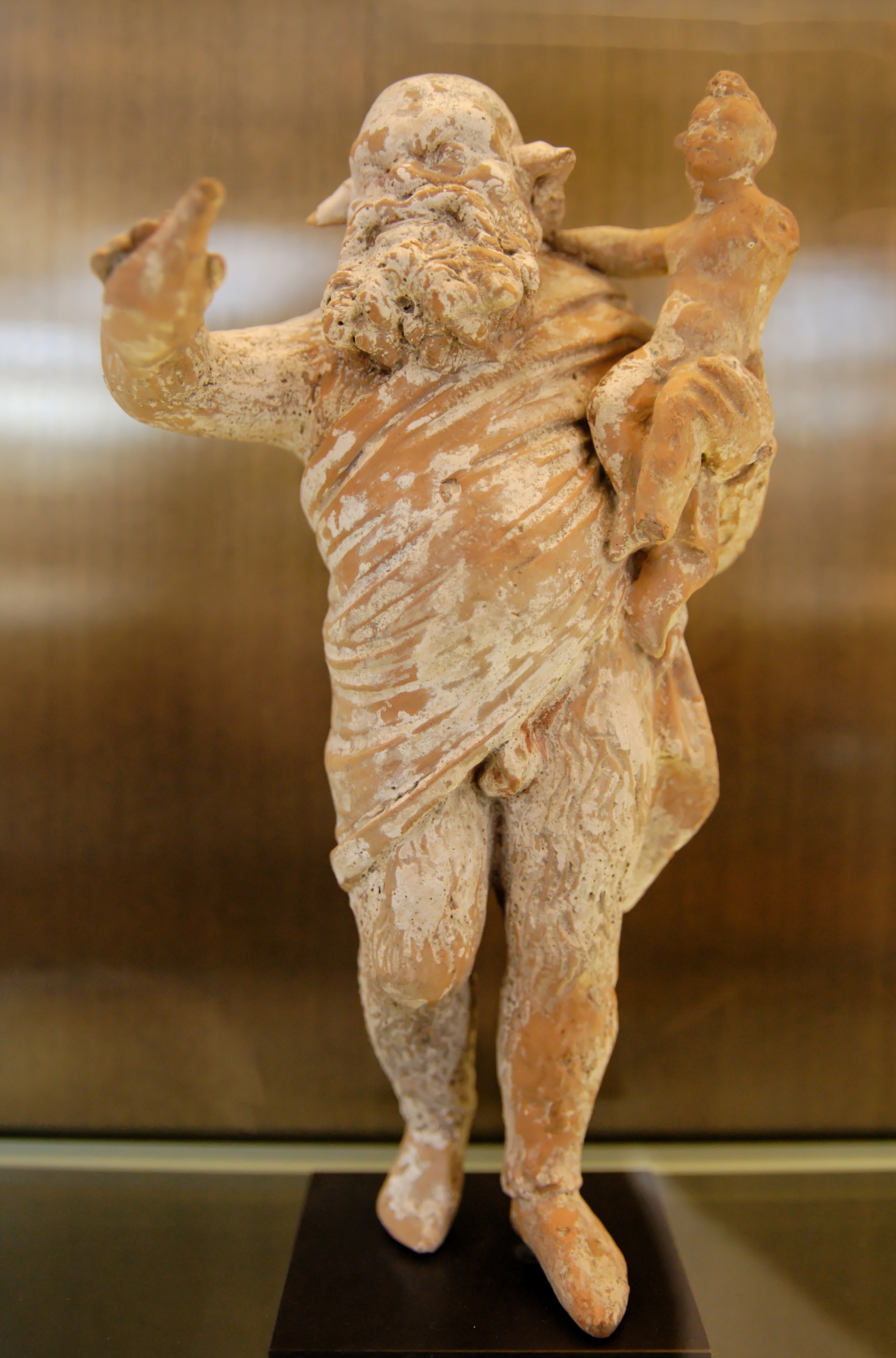
Силен із малюком Діонісом, танагрська статуетка

Силе́ни (грец. Σειληνοί) — первісні божества річок і джерел у Фригії. Марсій, що так нещасливо змагався з Аполлоном, був одним із тих силенів.
У грецькій драмі ототожнювались із сатирами, але відрізнялися від них своїм походженням і демонічними рисами. Зображувались у вигляді людей з кінськими вухами, хвостами, часом і ногами. Такі атрибути були звичайним символом серед водяних божеств грецької міфології. З огляду на свою кінську породу силени були споріднені із фессалійськими кентаврами.
Силени поєднували в собі нахил до п'яних розваг і жартів із захопленням музикою та пророкуванням. У грецьких міфах віддзеркалено обидві властивості вдачі силенів, хоч унаслідок змішування з сатирами їм (силенам) приписували більше кумедних тваринних рис. Силени були споріднені з так званими папосиленами, або силенопапами — оброслими волоссям твариноподібними істотами. У Греції, зокрема в Афінах, силени включалися до почту Діоніса і трохи змінили свій вигляд на більш людський. На сцені силени виступали у волохатих хітонах.